# Битва за Карибы
Би́тва за Кари́бы (англ. Battle of the Caribbean) — это морская кампания, проходившая с 1941 по 1945 год во время Второй мировой войны, являющаяся частью битвы за Атлантику. Немецкие подводные лодки и итальянские субмарины пытались сорвать поставки союзниками нефти и других материалов. Они топили суда в Карибском море и Мексиканском заливе и атаковали прибрежные цели на Антильских островах. Улучшенная противолодочная оборона Союзников в итоге вытеснила подводные лодки «оси» из Карибского региона.

## Контекст
Карибский бассейн был стратегически значимым из-за венесуэльских нефтяных месторождений на юго-востоке и Панамского канала на юго-западе. Нефтеперерабатывающий завод Royal Dutch Shell на принадлежащем голландцам Кюрасао, перерабатывающий одиннадцать миллионов баррелей в месяц, крупнейший нефтеперерабатывающий завод в мире; нефтеперерабатывающий завод в Пуэнт-а-Пьере на Тринидаде был крупнейшим в Британской Империи; и был еще один крупный нефтеперерабатывающий завод на принадлежащей голландцам Арубе. В первые годы войны Британским островам ежедневно требовалось четыре танкера нефти, и большая часть ее поступала из Венесуэлы через Кюрасао после того, как Италия заблокировала проход через Средиземное море с Ближнего Востока.
Карибский бассейн имеет дополнительное стратегическое значение для Соединённых Штатов. Береговая линия Мексиканского залива Соединённых Штатов, включая нефтяные объекты и торговлю на реке Миссисипи, может быть защищена в двух точках. Соединённые Штаты имели хорошие возможности для защиты Флоридского пролива, но были менее способны предотвратить доступ из Карибского бассейна через Юкатанский пролив. Бокситы были предпочтительной рудой для алюминия и одним из немногих стратегических сырьевых материалов, недоступных в континентальных Соединённых Штатах. Производство военных самолётов Соединённых Штатов зависело от бокситов, импортируемых из Гвианы вдоль судоходных путей, проходящих параллельно Малым Антильским островам. Соединённые Штаты защищали Панамский канал с помощью 189 бомбардировщиков и 202 истребителей и базировали подводные лодки в Колоне (Панама) и на базе подводных лодок Краун-Бей, Сент-Томас (Американские Виргинские острова). ВМС США VP-51 Consolidated PBY Catalinas начали нейтральное патрулирование вдоль Малых Антильских островов из Сан-Хуана (Пуэрто-Рико) 13 сентября 1939 года; ряд объектов был модернизирован на военно-морской базе Гуантанамо-Бей и на военно-воздушной станции Ки-Уэст.
Соединённое Королевство базировало 749, 750, 752 и 793 эскадрильи военно-морской авиации в Международном аэропорту Пиарко на Тринидаде. Британские войска заняли Арубу, Кюрасао и Бонайре вскоре после того, как Нидерланды были захвачены нацистской Германией. Французский остров Мартиника был воспринят как возможная база для кораблей «оси», поскольку британские отношения с вишистской Францией ухудшились после второго перемирия в Компьене. Сентябрьское соглашение 1940 года «эсминцы в обмен на базы» позволило Соединенным Штатам создать авиабазы в Британской Гвиане и на островах Грейт-Эксума, Тринидад, Антигуа и Сент-Люсия. 11 февраля 1942 года силы Соединённых Штатов заменили британских солдат на голландских нефтеперерабатывающих островах и начали использовать Douglas A-20 Havocs с базы Хато на Кюрасао и базы Дакота на Арубе.

## Операции «оси»

### Операция Нойланд
Первое наступление на карибские нефтеперерабатывающие заводы было организовано под командованием капитан-лейтенанта Вернера Хартенштейна на борту U-156 с U-502, U-67, U-129 и U-161. Первые три подводные лодки начали одновременные атаки 16 февраля 1942 года. U-502 потопил танкеры Monagas, TIA Juana и San Nicholas между озером Маракайбо и Арубой. U-67 вошёл в гавань Виллемстада на Кюрасао и торпедировал три нефтяных танкера. Четыре торпеды из носовых труб не разорвались, но торпеды из кормовых труб потопили Rafaela. U-156 вошёл в гавань Сан-Николас на Арубе и торпедировал нефтяные танкеры Pedernales, Oranjestad и Arkansas. Затем U-156 попытался обстрелять нефтеперерабатывающий завод на Арубе из 10,5-сантиметровой морской пушки SK C/32; но ствол пушки лопнул, когда взорвался первый снаряд, потому что экипаж пушки не смог удалить тампион. Немцы слегка повредили большой резервуар для хранения нефти. Венесуэльская канонерская лодка «General Urdaneta» помогала спасать экипажи нескольких торпедированных судов, а легкие бомбардировщики А-20 «Havoc» безуспешно атаковали все три подводные лодки. В результате для защиты острова началась его усиленная американская оккупация.
U-161 вошёл в тринидадский залив Пария 18 февраля, чтобы торпедировать Mokihama и нефтяной танкер British Consul. Как только подводные лодки приступили к обычному патрулированию, U-67 торпедировал нефтяные танкеры J.N.Pew и Penelope; U-502 торпедировал нефтяные танкеры Kongsgaard, Thallia и Sun; U-156 торпедировала Delplata и нефтяной танкер La Carriere; U-161 торпедировал Lihue и нефтяной танкер Circle Shell, Uniwaleco и Esso Bolivar; и U-129 торпедировал George L. Torrain, Zeda, Lennox, Bayou, Mary, Steel Age и нефтяной танкер Nordvangen. Экипаж U-156 использовал ножовки, чтобы отрезать повреждённую часть ствола орудия; и, когда у U-156 закончились торпеды, они использовали свою отпиленную палубную пушку, чтобы потопить Macgregor и нефтяной танкер Oregon. 10 марта U-161 вошёл в гавань Кастри на Сент-Люсии, чтобы торпедировать HMCS Lady Nelson и Umtata. После выхода из Сент-Люсии U-161 торпедировал Sarniadoc и потопил маяк береговой охраны США USCGC Acacia орудийным огнём.

### Прочие операции
Пять итальянских подводных лодок патрулировали атлантическую сторону Малых Антильских островов во время операции «Нойланд». Morosini торпедировал Stangarth и танкеры Oscilla и Peder Bogen. Enrico Tazzoli торпедировал Cygnet и нефтяной танкер Athelqueen. Giuseppe Finzi торпедировал Skane и нефтяные танкеры Melpomere и Charles Racine. Итальянская подводная лодка Leonardo da Vinci торпедировала Everasma и нейтральный бразильский Cabadelo. Luigi Torelli торпедировал Scottish Star и нефтяной танкер Esso Copenhagen. U-126 одновременно патрулировал Наветренный Проход между Кубой и Гаити, торпедируя Gunny, Barbara, Cardona, Texan, Olga, Colabee и нефтяные танкеры Hanseat и Halo между 2 и 13 марта. U-504 двинулся на юг из Флориды.
Немецкая подводная лодка обстреляла американский остров Мона 3 марта 1942 года. Никаких повреждений или потерь в результате не произошло.
Нефтеперерабатывающий завод на Кюрасао был обстрелян 19 апреля 1942 года U-130 под командованием Корветтенкапитана Эрнста Кальса. Небольшое сражение закончилось неудачей немцев. Кальс приказал обстрелять несколько нефтехранилищ, но после всего лишь пяти выстрелов голландская береговая батарея ответила, что вынудило его прекратить обстрел. Позже немецкая подводная лодка атаковала торговое судно у Кюрасао, но была отвлечена голландскими зенитными и военно-морскими пушечными батареями и вновь избежала вреда.

### Нападения на колумбийские суда
Немецкие U-boot потопили по крайней мере четыре колумбийских корабля во время Второй мировой войны, все из которых были маленькими парусниками. Первым атакованным судном стал Resolute, 35-тонная шхуна с экипажем из 10 человек. 23 июня 1942 года Resolute был остановлен вблизи архипелага Сан-Андрес, Провиденсия и Санта-Каталина в результате стрельбы U-172. Немцы подошли к нему, чтобы потопить шхуну с помощью ручных гранат. Шесть колумбийцев были убиты, четверо выживших утверждали, что немцы стреляли в них из пулемёта. В результате этого нападения в Барранкилье вспыхнули ожесточенные протесты, против проживавшей там значительной немецкой общины. Там были уничтожены различные немецкие, итальянские, швейцарские и испанские магазины. Через два дня после этой драмы декрет запрещает иммигрантам из трёх основных стран сил «оси» жить менее чем в 100 км от берегов департаментов Атлантико, Боливар и Магдалена.
Roamar был следующим затонувшим кораблём. 110-тонная шхуна принадлежала колумбийскому дипломату, была торпедирована у побережья Сан-Андрес субмариной U-505 21 июля 1942 года. Это дало Колумбии политический предлог объявить войну Германии. Немцы знали, что Колумбия до сих пор оставалась нейтральной, и поэтому предпочли быстро затопить Roamar, прежде чем кто-то узнал об этом. В результате они дважды стреляли, прежде чем корабль был сведён к «ничего, кроме разбросанного мусора». Инженер U-505 Ханс Гебелер сказал об инциденте: «мы не могли оставить доказательства [атаки нейтрального корабля], плавающего где угодно, поэтому мы потопили его с помощью мостовой пушки». Это был не последний корабль, потопленный немцами во время нейтралитета Колумбии. На следующий день U-505 потопил в том же районе Urious, 153-тонную трёхмачтовую шхуну, убив 13 колумбийских членов экипажа.
Ещё одно колумбийское судно было затоплено немцами, Ruby, 39-тонная шхуна с 11 членами экипажа. Утром 18 ноября 1943 года Ruby был на севере Колона, в пути между Сан-Андресом и Картахеной, когда корабль был застрелен мостовой пушкой U-516. Спустя тридцать выстрелов Ruby затонул, и четыре члена экипажа были убиты.

#### Инцидент с U-154
Единственным заметным вооружённым столкновением Колумбии с силами «оси» во время войны была короткая стычка в Карибском море между эсминцем ARC Caldas и U-154. В ночь на 29 марта 1944 года, в 20 ч. 25 м, наблюдатель на борту Caldas увидел перископ в левый борт. Подойдя ближе, в темноте колумбийцы наткнулись на U-154, поднимавшийся на поверхность. Немцы были застигнуты врасплох внезапным появлением Caldas и не смогли вовремя запустить свою палубную пушку, предпочитая нырять, чтобы избежать выстрелов вражеского эсминца.
Согласно докладу ВМС Колумбии, Caldas дважды ударил U-154 105-мм выстрелами, прежде чем та ушла под воду. Была замечена масляная скатерть и обломки, свидетельствующие о крушении подводной лодки. В общем, стычка длилась не более трёх минут, и Caldas отправился в порт, не ища выживших. Когда Caldas прибыл в порт на следующее утро в 3:30 утра, новость о «победе» уже распространилась. Однако у U-154 не было никаких повреждений. Используя повреждённое аварийное масло и торпедные трубки, немцы смогли имитировать нефтяную скатерть и обломки, наблюдаемые колумбийцами, и смогли убежать.
В газетах появились ошибочные сообщения об инциденте. Статья в TIME гласила о том, что затонувшая подводная лодка была не немецкой, а американской. Другие распространяли информацию о том, что экипаж Caldas отомстил тем, кто умер на борту затонувших шхун. В конце концов, U-154 встретила свою судьбу у берегов Мадейры, 3 июля 1944 года, когда она была потоплена эскорт-эсминцами USS Inch и USS Frost.

### Нападения на суда Союзников
SS Norlantic был американским грузовым судном, водоизмещением 3 860 GRT, которое было потоплено утром 13 мая в Карибском море U-boat. Оно перевозило разнообразный груз из Пенсаколы, штат Флорида, в Венесуэлу, когда на него напала U-69 в 90 милях (78 морских миль; 140 км) к востоку от Бонайре. В 03:38, U-69—под командованием капитан-лейтенанта Ульриха Графа — выпустила две торпеды с надводной позиции. Обе торпеды промахнулись, поэтому Граф приказал своему экипажу уменьшить расстояние до 2200 ярдов (2000 м) и открыть огонь из палубной пушки в 03:47. U-69 начала обстреливать Norlantic, когда тот попытался сбежать с места происшествия. После нескольких попаданий американский корабль просигналил немцам прекратить огонь, чтобы они могли избежать ада на своих спасательных плотах. Немцы не смогли сдержать свой огонь, в то время как две спасательные шлюпки были спущены, затем в 04:11 они совершили смертельный выстрел, который поразил котельную Norlantic. Он затонул, унося с собой шесть человек, два человека были убиты торпедой и четыре человека погибли от обстрела. Уцелевший экипаж Norlantic несколько дней дрейфовал в море, прежде чем его спасли корабли союзников.
Немецкие подводные лодки потопили два мексиканских танкера, Potrero del Llano 14 мая U-564 Райнхарда Зурена у Флориды и Faja de Oro 21 мая U-106 Германа Раша у Ки-Уэста. Шестнадцать человек погибли в двух атаках. Это побудило Мексику объявить войну Германии 1 июня.
SS Sylvan Arrow был танкером Standard Oil and Transportation Company во время Второй мировой войны, когда U-155 торпедировала его. Нападение произошло 20 мая к юго-западу от Гренады в Карибском море. Попытки буксировать его в порт не увенчались успехом, и 28 мая он затонул в положении 12° 50' северной широты, 67° 32' западной долготы.
Танкер SS Hagan был потоплен U-157 11 июня приблизительно в 5 милях (4,3 морских миль; 8,0 км) к северу от кубинского побережья. Американский корабль, на борту которого находились тысячи бочек с патокой, был торпедирован в машинное отделение. Торпеда разрушила двигатели и заставила котёл взорваться, и мгновение спустя другая торпеда попала в корабль. Шесть человек были убиты, а 38 выживших выбрались на берег. Два дня спустя U-157 был потоплен катером береговой охраны Соединённых Штатов.

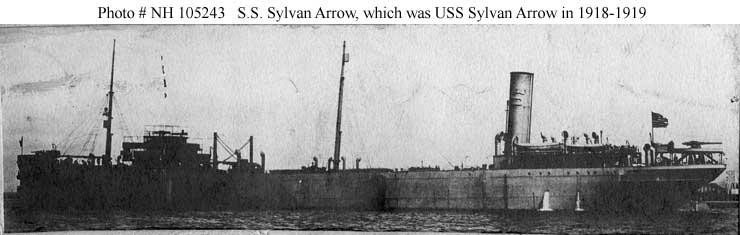
SS Sylvan Arrow в 1917.

U-171 напали на мексиканский танкер SS Amatlan, грузоподъёмностью 6,511 регистровых тонн, 4 сентября на позиции 23°27 'северной широты 97°30' западной долготы / 23,45° 'северной широты 97,5° 'западной долготы. Мексиканцы уклонились от трёх атак по две торпеды каждая, прежде чем напороться на торпеду, в одном из финальных разворотов. Amatlan затонул с 10 людьми, и ещё 24 моряка выжили.
11 сентября, U-514 под командованием капитан-лейтенанта Ганса-Юргена Ауфферманна торпедировала вооружённый канадский паровой торговец SS Cornwallis у побережья Бриджтауна. Судно затонуло на мелководье после короткой перестрелки, но было поднято и отбуксировано в Тринидад в декабре 1942 года, а затем отбуксировано в Мобил, штат Алабама, прибыв 24 января 1943 года. Корабль был отремонтирован и возвращён в строй в августе 1943 года, но был торпедирован во второй раз, на этот раз U-1230 3 декабря 1944 года в заливе Мэн, и затонул.
5 июля 1943 года в 70 милях (61 морская миля; 110 км) к западу от Порт-салюта, Гаити, U-759 столкнулся с пароходом под американским флагом Maltran, который был частью конвоя GTMO-134. U-759 выпустила торпеды и по крайней мере одна попала в судно. Maltran затонул в течение 15 минут после попадания, хотя вся его команда выжила и избежала опасности в спасательных шлюпках. Экипаж был позже спасён USS SC-1279. 7 июля U-759 торпедировала голландское грузовое судно Poelau Roebiah, в конвое TAG-70. Корабль затонул к востоку от Ямайки, погибло два человека. 68 человек были спасены. После потопления Poelau Roebiah U-759 был преследован и атакован ВМС США на следующий день. Летающие лодки PBM Mariner сначала сбросили груз взрывчатки на субмарину, затем в течение семи часов американские надводные корабли сбрасывали глубинные бомбы, но U-759 бежал без повреждения или потери личного состава.

## Затонувшие военные корабли

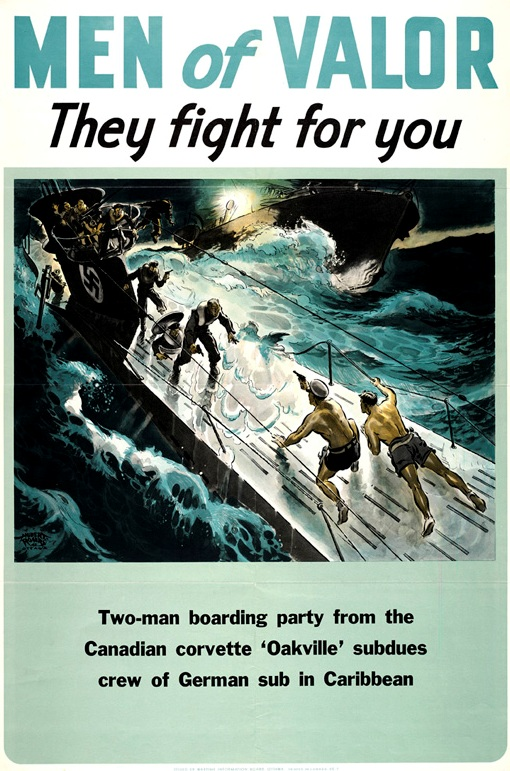
Канадский пропагандистский плакат, изображающий высадку на U-94 28 августа 1942 года.

### Корабли «оси»
U-157 была потоплена 13 июня 1942 года Береговой охраной США. Подводная лодка плавала на поверхности к юго-западу от Ки-Уэст, в положение 24°13 'северной широты 82°03' западной долготы, когда была замечена USCGC Thetis. Немецкая подводная лодка погрузилась и попыталась бежать, но Thetis получил гидролокаторный контакт и начал атаку глубинными бомбами. Через несколько минут атака закончилась, когда обломки и нефть были замечены экипажем береговой охраны. Thetis затопила U-157.
Через семь дней после побега от атакующих кораблей союзников близ Гаити 8 июля 1943 года, U-759 был потоплен; послевоенные исследования обнаружили, что она была фактически уничтожена американским PBM Mariner в положение примерно 15°58 'северной широты 73°44' западной долготы.
Немецкая подводная лодка U-158 у Бермудских островов в координатах: 32°50’N 67°28’w 30 июня 1942 года была потоплена Martin PBM Mariner. Под командованием Ричарда Шредера было совершено прямое попадание на палубу подводной лодки глубинной бомбой. Глубинная бомба не взорвалась при ударе, она просто вошла в тиковую обшивку палубы. Однако, когда подводная лодка погрузилась, заряд взорвался после того, как подлодка опустила его на заданную глубину запуска.
Сухогруз SS Robert E. Lee был под конвоем американского патрульного истребителя USS PC-566 в 45 милях (39 морских миль; 72 км) к югу от дельты реки Миссисипи 30 июля 1942 года. Внезапно торпеда попала в Lee, и PC-566 обнаружил атакующую U-166. PC-566 запустил глубинные бомбы на подводную лодку и потопил ее, хотя уверенности в попадании не было, пока после войны потопление не было подтверждено.
28 августа U-94 действовал против конвоя TAW 15 у берегов Гаити, когда на него напали американские и канадские конвои. Сначала американские PBY пикировали и бомбили субмарину, а затем напали корветы канадских ВМС Halifax и Snowberry. Корвет Oakville вёл обстрел глубинными бомбами, которые заставили подводную лодку подняться к поверхности. Затем корвет дважды протаранил U-94, прежде чем он замедлился до остановки. Хэл Лоуренс привёл абордажную группу из одиннадцати моряков с Oakville, чтобы захватить лодку. Они поднялись на борт корабля и вошли в него через боевую рубку. Когда два канадца прошли через люк, они были удивлены двумя немцами, которые бежали к ним. Приказав остановиться, канадцы открыли огонь и убили нападавших немцев, когда те не стали останавливаться. Остальные члены экипажа сдались без происшествий. Едва захватив судно, канадские моряки поняли, что немцы уже затопили лодку и она набирает воду. Канадцы оставили U-94, и она утонула с девятнадцатью из её команды; Oakville спас 26, включая командира, морского обер-лейтенанта Otto Ites.
U-162 был обнаружен и потоплен к северо-востоку от Тринидада Королевским флотом 3 сентября. Три британских эсминца — HMS Vancouver, Pathfinder и Quentin —атаковали U-162 глубинными бомбами, убили двух немцев и потопили лодку. 49 моряков выжили и стали военнопленными в США. Экипаж был допрошен и предоставил ценную информацию в разведку армии США о подводных лодках и их базе подводных лодок в Лорьяне. Немецкий шкипер — капитан-лейтенант Юрген Ваттенберг — бежал в конце 1944 года, прежде чем был пойман месяц или около того спустя.
15 мая 1943 года кубинские грузовые суда Camaguey и Honduran Hanks сопровождались тремя небольшими кубинскими подводными охотниками из Сагуа-Ла-Гранде в Гавану. Конвой приближался к Гаване в Мексиканском заливе, когда американский разведывательный самолёт заметил немецкую подводную лодку. Самолёт сбросил дымовую завесу над U-176, и кубинская подводная лодка chaser CS—13 — под командованием второго лейтенанта Альфереса Дельгадо — обнаружила вражеский корабль с помощью гидролокатора. CS-13 атаковали глубинными бомбами и быстро потопили подводную лодку, убив весь её экипаж.

### Корабли Союзников

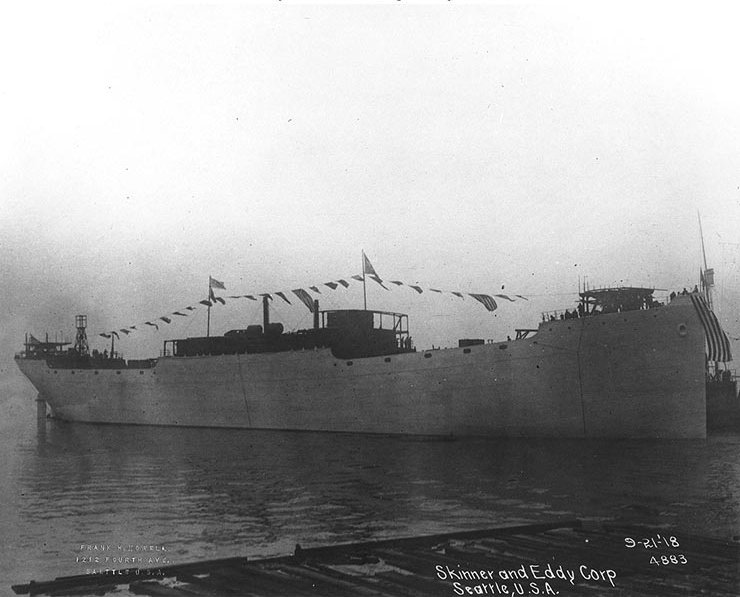
USS West Elcasco перед Второй мировой войной.

Французский подводный крейсер Surcouf, самая большая подводная лодка в мире в то время, был протаранен и потоплен грузовым судном Thomas Lykes около Атлантической стороны Панамского канала 18 февраля 1942 года. Выживших не было.
SS George Calvert был однопушечным транспортом типа «Либерти» во время войны, он плыл от Восточной Кубы, когда был атакован U-753 20 мая 1942 года. Десять человек были убиты, когда три торпеды врезались в George Calvert, и он оказался под водой в течение нескольких минут. Оставшийся в живых экипаж был захвачен немцами и допрошен перед освобождением в спасательных шлюпках. Трое вооружённых охранников были убиты, а оставшиеся в живых добрались до кубинского берега.
23 июня безоружный USS West Elcasco шёл в одиночку почти в 400 милях (350 морских миль; 640 км) к западу от Ки-Уэста, штат Флорида, когда на него напал U-158. Две торпеды попали в гружёный кофе West Elcasco на левом боку в течение 20 минут, и он вскоре затонул. Все его 47 членов экипажа и 21 охранник армии США пережили столкновение и были спасены через день.
SS Stephen Hopkins был вооружённым американским транспортом типа «Либерти», который сражался во время Второй мировой войны. 27 сентября Stephen Hopkins возвращался в Суринам из Кейптауна, когда на него напал вспомогательный крейсер Stier. Немцы приказали остановиться Stephen Hopkins, американцы отказались, поэтому они открыли огонь из своей основной батареи. Затем американцы ввели в действие одинокую пушку калибра 4 дюйма (100 мм) и несколько пулемётов, и завязалась короткая, но ожесточённая битва. Оба судна понесли потери и к 10:00 Американский корабль был потоплен. Stier также был сильно повреждён и больше не мог выпускать пар, поэтому её командир затопил её менее чем через два часа после победы над американским судном.

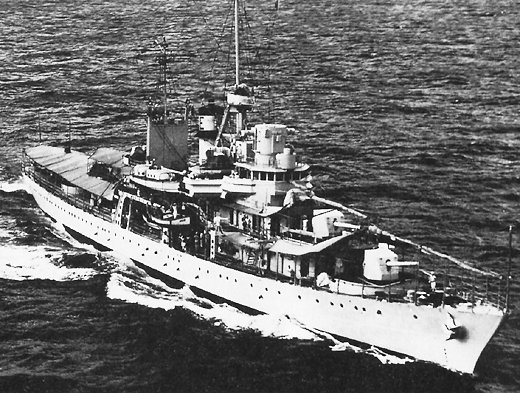
USS Erie во время битвы за Карибы.

Американская канонерская лодка USS Erie сопровождала конвой TAG-20 в Карибском море между Тринидадом и заливом Гуантанамо, когда в ноябре 1942 года немецкая подводная лодка атаковала его в 10 милях к югу от Кюрасао. U-163 под командованием Курта-Эдуарда Энгельмана всплыла на поверхность и выпустила три торпеды в Erie. Американцы заметили подводную лодку и торпеды, затем предприняли манёвры уклонения. Erie избежала двух из них, но была поражена третьим и сильно повреждена. Её экипаж посадил её на ближайший берег, и она горела в течение нескольких часов, прежде чем пламя было взято под контроль. Американские войска потеряли семь убитыми и одиннадцать ранеными. Позже, Erie была отбуксирована в гавань Виллемстада, Кюрасао, но опрокинулась и затонула 5 декабря.

## Дополнительные источники
- Bercuson, David J.; Herwig, Holger H. (2014). Long Night of the Tankers: Hitler’s War Against Caribbean Oil. Beyond Boundaries: Canadian Defence and Strategic Studies Series. 4. Calgary: University of Calgary Press. ISBN 9781552387603.
- Wiberg, Eric (June 30, 2016). U-Boats in the Bahamas. Brick Tower Press. ISBN 978-1899694624.

## Дополнительные ссылки
- https://web.archive.org/web/20120403005645/http://uboatsbahamas.com/ - History of 150 Allied ships attacked by 85 German and Italian submarines in the 1 million-mile area bounded by: North of the Greater Antilles Anegada to Havana, Havana to Key West, Charleston to Bermuda, and Bermuda to Anegada, including all of the Bahamas, 1939—1945.
- Cubans sunk a German submarine in World War II